# Izabela Major
Izabela Edyta Major z domu Olszewska (ur. 16 września 1974 w Nowym Sączu) – polska inżynier budownictwa, prorektor Politechniki Częstochowskiej.

## Życiorys
Izabela Major w 1999 ukończyła studia na Wydziale Budownictwa Politechniki Częstochowskiej. W 2002 odbyła także podyplomowe studia pedagogiczne dla nauczycieli akademickich. Tam też doktoryzowała się w 2005 na podstawie dysertacji Fale nieliniowe w prętach i warstwach sprężystych (promotor – Sławomir Kosiński). W 2014 habilitowała się na Uniwersytecie Żylińskim, przedstawiając dzieło Analysis of Selected Wave Phenomena in Continuous Compressible and Incompressible Hhyperelasic Structures.
Od 1999 zawodowo związana z macierzystym wydziałem, gdzie pracuje na stanowisku profesora uczelni. Prorektor ds. nauczania Politechniki Częstochowskiej w kadencji 2020–2024.
Żona Macieja Majora, także wykładowcy Politechniki Częstochowskiej.